# Rozešívačka

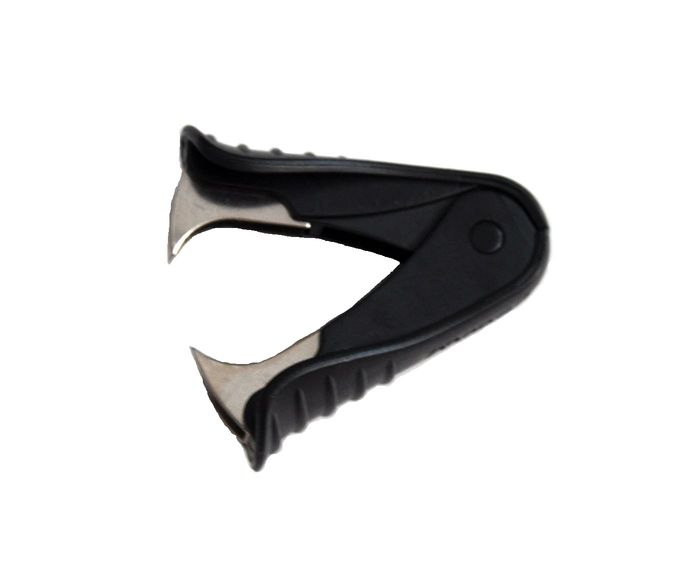
Klešťová rozešívačka.

Rozešívačka je nástroj k odstranění sešívacích drátků.
Kromě klešťové rozešívačky se vyrábí také s ergonomickou rukojetí. Vyrábí se v různých barvách.

## Používání
Používání rozešívačky je velmi snadné a rychlé. Stačí jen zasunout kleště pod sešívací drátek, stlačit obě páky a drátek sám vyjede ven.